# ノースヨーク
ノースヨーク（英: North York）は、カナダのオンタリオ州南部に位置するトロントの一地区。
ノースヨークはトロントの北部中央の半分を占め、人口およそ86万人の地域。1998年まではメトロポリタン・トロントの6つの都市の中で2番目に大きい都市であった。オンタリオ州政府の議会で6つの都市を合併することが決まり、新しくトロント市が誕生したことにより、ノースヨーク市は解体された。

## 歴史
1922年6月13日にノースヨークはヨークの町の北部郊外を分割して設立された。都市化された部分はヨークの一部として残ったが、ノースヨークは後により都市化されたエリアへと発展した。1967年にメトロポリタン・トロント行政区の市制（Borough）となり、1979年2月14日に再編され市制（City）となった。バレンタインデーに市制が施行されたことを記念して「"The City with Heart"」をスローガンとしていた。現在の行政はトロント市議会の委員会であるノースヨーク地域評議会によって運営されている。
当初、ノースヨークはこの地域に広がる村々の農業のハブとして知られた。第二次世界大戦時に大きな人口流入があり、1950年代から1960年代には、北米の都市の多くに見られた典型的な郊外が広がっていた。特にドンミルズ (Don Mills) がその典型例として知られる。

## 開発と発展
トロントとノースヨークの市長を務めたメル・ラストマン (Mel Lastman) は、フィンチ通り（Finch Ave.）からシェパード通り（Sheppard Ave.）の間のヤング通り（Yonge St.）に沿ってあるノースヨークセンター地区 (North York Centre) の開発に力を入れたが、同時に郊外には自然を残す努力がなされた。ノースヨークセンターにはTTCの地下鉄ヤング・ユニバーシティ・スパダイナ・ラインが走っており、同名のノースヨークセンター駅もある。
旧ノースヨーク市庁舎を中心に高層のオフィスビルやコンドミニアムが数多くあり、商店も多く入っている。旧市庁舎のすぐ横には劇場である「トロント芸術センター」 (Toronto Centre for the Arts) があり、ヤング通り沿いの中心部に沿ってプロクター・アンド・ギャンブルやネスレ、ゼロックスなどの大企業がカナダ本社を構えている。また、中心街とは別だがマクドナルド・カナダもノースヨークに本社を置いている。シェパード通りに沿って新しい地下鉄の路線が出来たことによりこの沿線沿いに高層コンドミニアムがさらに建設されている。
ノースヨークを横断するハイウェイ401号線 (Highway 401) は、北米の高速道路としては最も交通量の多い場所のひとつとなっており、毎日40万台以上の交通量がある。
1980年代、メル・ラストマン前市長の市政によってノースヨークは大きく発展した。旧市庁舎の南には隣接して現在のトロント学校区委員会 (Toronto District School Board) である旧ノースヨーク教育委員会 (North York Board of Education) のビルがある。これらの建物は複合施設となっており、フルサービスを提供するトロント市内の公共図書館としては最大規模であるノースヨーク中央図書館ともつながっている。このほか、プール施設、喫茶点、大型のホテルなどがある。通りを挟んで東側にもモールがあり「エンプレス・ウォーク」 (Empress Walk) と呼ばる4階建ての中は吹き抜けになった建物があり、映画館やスーパーマーケット、家電量販店などが入っている。高層部分はコンドミニアムになっている。

## 施設
主なショッピングモールとして、店舗面積でトロント市内第2位の規模を持つヨークデール・ショッピングセンター (Yorkdale Shopping Centre) と同市内第5位のフェアビューモール (Fairview Mall) がある。
カナダの名門校のひとつヨーク大学とオズグッドホール・ロースクールのキャンパスも置かれている。
主な医療施設として、ノースヨーク総合病院 (North York General Hospital) 、ハンバーリバー・リージョナル病院 (Humber River Regional Hospital) のほか、複合施設となっているサニーブローク病院 (Sunnybrook Health Sciences Centre) があり、老人ホームや地域の外科医療センターなどが含まれる。
ダウンズビューには軍の駐屯地と飛行場があるが、冷戦後、多くの土地は公園へと変わった。
19世紀の村を再現したブラッククリーク開拓村や800以上の展示があるオンタリオサイエンスセンターなどもある。このブラッククリーク開拓村の近くにはヨーク大学のメインキャンパスがある。
ノースヨークのバサースト通り（Bathurst St.）はホロコーストを生き延びたユダヤ人が特に多く住む地域で世界でも重要なユダヤ人社会のひとつが形成されている。

## スポーツ

### スポーツチーム
- ノースヨーク・レンジャーズ  (North York Rangers)  - ジュニアホッケーチーム。
- ノースヨーク・ストーム（North York Storm） - 女子ホッケーチーム。
- グウェンドリン・テニスクラブ（Gwendolen Tennis Club） - ノースヨークの中心部にあるテニスクラブ。
- ノースヨーク・アクアティック・クラブ（North York Aquatic Club） - 1958年設立の非営利団体で、オリンピック選手を数多く輩出している水泳クラブ。
- ほか